# Queenie Paul

Queenie Paul – 1911

Eveline Pauline „Queenie“ Paul (* 30. Dezember 1893 in Sydney; † 31. Juli 1982 ebenda) war eine australische Schauspielerin, Sängerin und Tänzerin.

## Leben
Paul besuchte die St Patrick’s Girls’ School und nahm Gesangs- und Tanzunterricht bei Grace Miller, der Frau von Hugh J. Ward. Im Alter von fünfzehn Jahren wurde sie Chorsängerin in der Schauspieltruppe von James Cassius Williamson. 1915 trat sie in Mother Goose auf, 1916 in der Pantomime The Bunyip an der Seite von Roy Rene und Nat Phillips (Stiffy and Mo).  Kurze Zeit trat sie  an Jack Aspreys Cremorne Theatre in Brisbane mit dem amerikanischen Vaudeville-Schauspieler Mike Connors auf, der mit einer Schauspieltruppe von Ben Fuller gearbeitet hatte. Sie heirateten 1917 und kehrten zu Fuller zurück, für den sie bis 1930 arbeiteten.
Während der Wirtschaftsdepression 1930 verloren beide ihre Arbeit bei Fuller. Sie mieteten das Haymarket Theatre in Sydney an und eröffneten es 1931 erfolgreich mit der Revue Brighter Days. Zu ihren Hauptdarstellern zählten Hector St Clair, Roy Rene und Jim Gérald. Kurze Zeit später übernahmen sie in Melbourne das Tivoli und gründeten mit dessen Betreiber George Dickenson die Connors and Paul Theatres Pty Ltd,. In Sydney übernahmen sie von George Marlow das Grand Opera House, das sie renovierten und 1932 mit einer Show mit Roy Rene und Syd Beck wiedereröffneten.
Nach dem Tod einer Tochter übertrugen sie das Theaterunternehmen George Dickenson und Frank Neil.
In den nächsten Jahren arbeiteten sie mit Roy Rene zusammen. 1935 unternahmen sie eine Neuseelandtournee mit einer Revue mit George Stevenson Wallace, eine zweite Tour mit Syd Beck scheiterte an dessen Alkoholkonsum.
1946 unterzeichneten Paul und Connors einen Vertrag mit Harry Wren, und Paul produzierte für diesen The Tommy Trinder Show in Brisbaine und Adelaide. Nach dem Tod Connors 1949 übernahm sie mit Martin Goode den Australian Picture Palace, den sie von Walter Burley Griffin und C. Bruce Dellit modernisieren ließ und als Tatler wiedereröffnete. Die Tatler-Shows, in denen u. a. Hal Lennon und Val Jellay auftraten, waren kein Erfolg. Paul wurde dann Produzentin von Joe Taylors Celebrity Club, wo sie Dawn Lake entdeckte, und akzeptierte 1953 ein Angebot der Brüder Runme und Run Run Shaw für Revuen in ihren Hotels, Klubs und Kinos in Singapur.
1953 holte sie Harry Wren nach Australien zurück für die Revue Thanks for the Memory, in der sie mit George Stevenson Wallace und Jim Gerald auftrat. Es folgten zwei weitere nostalgische Revuen unter der Leitung von Wren, die großen Erfolg hatten: The Good Old Days (George Wallace, Jim Gerald, Maurice Colleano und Jenny Howard, 1956) und Many Happy Returns (mit Gladys Moncrieff, Jim Gerald, Jenny Howard und George Wallace junior, 1959).
In den 1960er Jahren wandte sich Paul dem Fernsehen zu. Sie trat in Graham Kennedys In Melbourne Tonight, The Don Lane Show und The Mike Walsh Show auf und hatte 1965 eine Rolle in der Serie Dave’s Place. 1978 wurde sie in der Sendung This Is Your Life porträtiert. 1982 wurde sie mit der Medal of the Order of Australia ausgezeichnet. Zum letzten Mal trat sie Im Newtown Leagues Club am 29. Juli 1982 auf, zwei Tage vor ihrem Tod.